# بيتر فرانتز
بيتر فرانتز (بالإنجليزية: Angus Frantz)‏ هو مصارع هاوي أمريكي، ولد في 20 يونيو 1895 في دولوث في الولايات المتحدة، وتوفي في 16 يوليو 1973 في نيويورك في الولايات المتحدة.

## وصلات خارجية
- بيتر فرانتز على موقع اللجنة الأولمبية الدولية (الإنجليزية)
- بيتر فرانتز على موقع أوليمبيديا (الإنجليزية)